# Timothy Nurse
Pour les articles homonymes, voir Nurse.
Timothy Nurse né le 11 mai 1999, est un joueur britannique de hockey sur gazon. Il évolue au Surbiton HC et avec les équipes nationales anglaise et britannique.

## Carrière
- Équipe nationale U21 de 2017 à 2019.
- Il a débuté en équipe nationale première le 19 février 2022 avec l'Angleterre contre l'Argentine à Buenos Aires lors de la Ligue professionnelle 2021-2022[2].

## Palmarès
- : 1er à la Sultan of Johor Cup en 2018 avec la Grande-Bretagne
- : 1er à la Sultan of Johor Cup en 2019 avec la Grande-Bretagne
- : 2e à la Sultan of Johor Cup en 2017 avec la Grande-Bretagne
- : 2e à l'Euro U21 en 2019 avec l'Angleterre